# 弗雷德·W·阿伦多夫
弗雷德·W·阿伦多夫（1947年4月29日—）是一位美国生物学家，蒙大拿大學荣誉退休教授，专攻保育生物學和群体遗传学。